# Чернявская, Валентина Степановна
Валенти́на Степа́новна Черня́вская (18 июля 1927 — 23 мая 2013) — передовик советского сельского хозяйства, звеньевая колхоза имени Кагановича Ново-Титаровского района Краснодарского края, Герой Социалистического Труда (1949).

## Биография
Родилась 18 июля 1927 года в станице Новотитаровская Краснодарского района Кубанского округа Северо-Кавказского края (ныне Динской район, Краснодарский край) в семье крестьян. В 12 лет Валентина лишилась отца и, окончив лишь четыре класса станичной школы (нынешней школы № 29), была вынуждена прервать своё обучение и пойти трудиться в местный колхоз. В годы Великой Отечественной войны доставляла снаряды в станицу Нововеличковская. Когда фронт отодвинулся на запад, Валентина вернулась в сельскому труду. Работала в колхозе имени Кагановича Ново-Титаровского района Краснодарского края на прополке и сборе подсолнечника. Вскоре возглавила полеводческое звено. В тяжёлые послевоенные годы бригаде приходилось выполнять суточный план на 150—200 %, не считаясь со своим временем.
Указом Президиума Верховного Совета СССР от 10 февраля 1949 года за получение высоких урожаев подсолнечника при выполнении колхозами обязательных поставок и котрактации по всем видам сельскохозяйственной продукции, натуроплаты за работу МТС в 1948 году и обеспеченности семенами в размере полной потребности для весеннего сева 1949 года Валентине Степановне Чернявской было присвоено звание Героя Социалистического Труда с вручением ордена Ленина и медали «Серп и Молот».
В дальнейшем трудилась в том же колхозе и всю жизнь прожила в станице Новотитаровской. Скончалась 23 мая 2013 года на 86-м году жизни.

## Награды
- медаль «Серп и Молот» (10.02.1949)
- орден Ленина (10.02.1949)